# Cá voi Bryde
Cá voi Bryde (danh pháp hai phần: Balaenoptera brydei) là một loài cá trong họ Cá voi lưng xám. Cá voi Bryde ăn cá bơi theo bầy, chẳng hạn như cá cơm, trích và cá sardine.
Chúng phân bố rộng rãi trên khắp các vùng biển nhiệt đới và cận nhiệt đới, với một riêng biệt nhỏ hơn, loài lùn được tìm thấy ở vùng nhiệt đới Tây Thái Bình Dương và Đông Nam Á.

## Hình ảnh

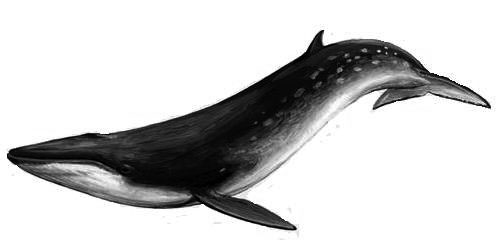
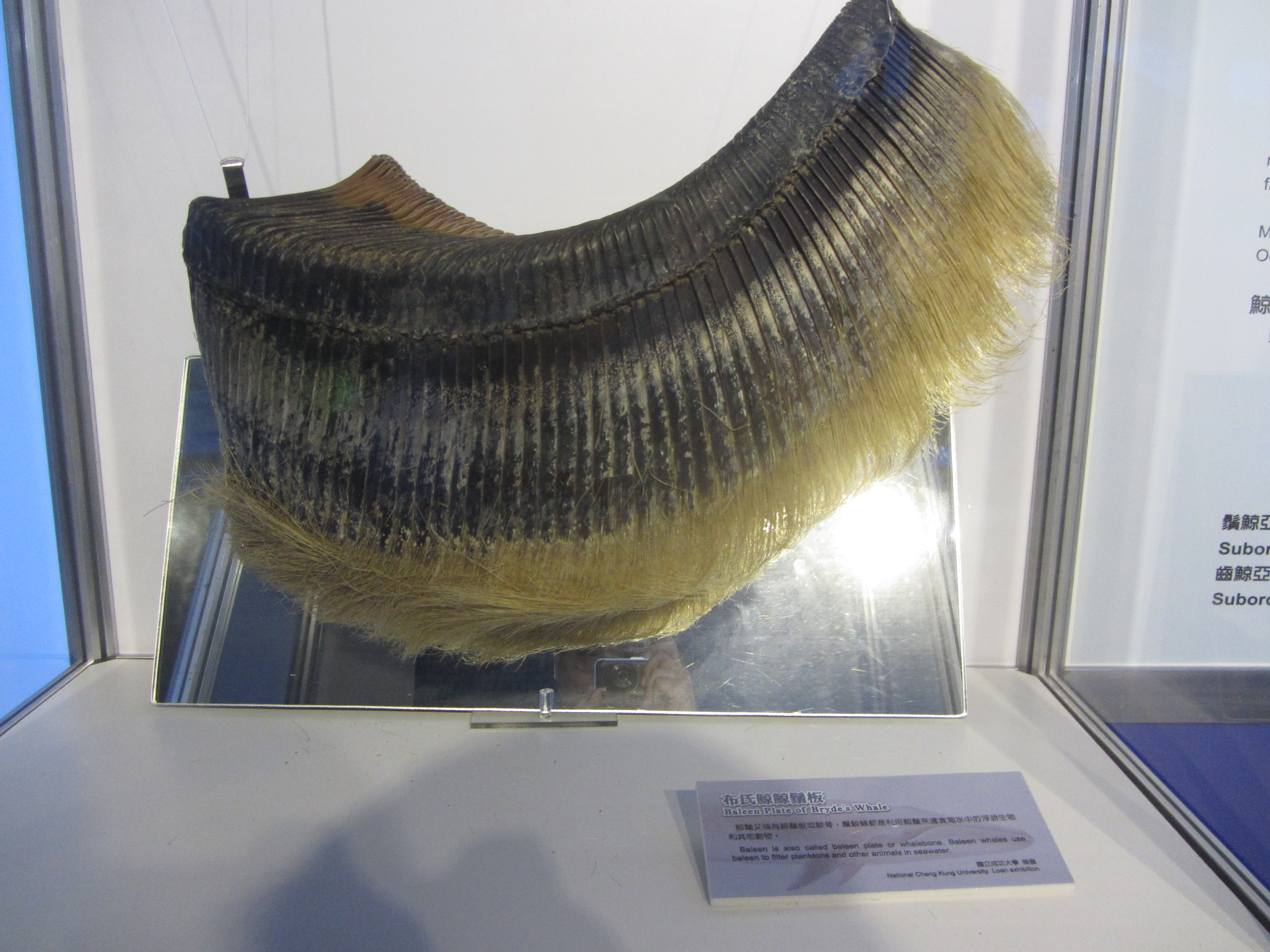